# Chuncheng, Guangdong
Chuncheng (kinesiska: 春城) är ett stadsdelsdistrikt i sydöstra Kina. Det ligger i Yangchun i staden Yangjiang i provinsen Guangdong, omkring 190 kilometer sydväst om provinshuvudstaden Guangzhou. Antalet invånare är 243 527. Befolkningen består av 117 581 kvinnor och 125 946 män. Barn under 15 år utgör 17,0 %, vuxna 15-64 år 73 %, och äldre över 65 år 8,0 %.